# Drica Moraes
Adriana Moraes Rêgo Reis (Rio de Janeiro, 29 de julho de 1969) é uma atriz brasileira. Iniciou sua carreira nos palcos do Tablado e, mais tarde, tornou-se conhecida por seus papéis como mulheres determinadas e complexas na televisão e no cinema. Moraes é ganhadora de vários prêmios, incluindo um Grande Otelo, um APCA, dois Mambembes e um Prêmio Qualidade Brasil, além de ter sido indicada a quatro Prêmios Guarani e três Prêmios Shell.
Moraes fez sua estreia profissional numa montagem do espetáculo infantil Chapeuzinho Vermelho (1983) no papel de Chapeuzinho Vermelho. Desde então, tornou-se frequente em produções do teatro infantil do Teatro O Tablado, onde recebeu seus primeiros reconhecimentos da carreira. No teatro, destacou-se em Os Doze Trabalhos de Hércules (1983), De Repente, no Recreio (1987), O Segredo de Cocachim (1989), Pianíssimo (1993), sendo eleita Melhor Atriz no Prêmio Mambembe nestas duas últimas, Mamãe Não Pode Saber (2002), A Ordem do Mundo (2008) e À Primeira Vista (2012), recebendo indicações ao Prêmio Shell por essas.
Na televisão, sua estreia ocorreu em 1986 no seriado Tele Tema. No entanto, ficou mais conhecida apenas em Top Model (1989). Em telenovelas, Moraes teve personagens importantes em Quatro por Quatro (1994), Xica da Silva (1996), pela qual recebeu o Prêmio APCA, Era Uma Vez... (1998), O Cravo e a Rosa (2000), Chocolate com Pimenta (2003), Alma Gêmea (2005), Império (2014), Verdades Secretas (2015) e Travessia (2022). Ela também é conhecida por seus papéis cômicos e dramáticos em seriados, como Garotas do Programa (2000), Os Aspones (2004), pela qual venceu o Prêmio Qualidade Brasil, Queridos Amigos (2008), Decamerão: A Comédia do Sexo (2009), Doce de Mãe (2014), A Fórmula (2017), Sob Pressão (2019) e Os Outros (2023).
No cinema, fez seu primeiro trabalho no curta-metragem Vaidade (1990), mas ganhou maior reconhecimento no drama As Meninas (1995), pelo qual recebeu o prêmio de Melhor Atriz no Festival de Cinema de Cartagena, na Colômbia. Moraes é reconhecida pela versatilidade, tendo atuado nos mais diversos gêneros, com destaque em Bossa Nova (2000), Onde Anda Você (2004), Os Normais 2 (2009), O Bem-Amado (2010), Bruna Surfistinha (2011) pelo qual venceu o Grande Otelo, Getúlio (2014), O Banquete (2018), Rasga Coração (2018), As Verdades (2022) e Pérola (2023).

## Biografia

### Primeiros anos e formação
Adriana Moraes Rego Reis, mais conhecida como Drica Moraes, nasceu no Rio de Janeiro em 29 de julho de 1969. Optou por seguir a carreira artística ainda no ensino médio, frequentando as aulas de teatro ministradas por Miguel Falabella no Colégio Andrews. Seus pais são Gustavo Eduardo Barros de Moraes Rego Reis, arquiteto, e Clarissa Gaspar de Oliveira, dona de um restaurante no bairro do Leblon.  É neta paterna do general Gustavo Moraes Rêgo Reis. Drica tem uma irmã e cinco irmãos.
Aos 12 anos, iniciou sua formação no Tablado, uma respeitada escola de teatro da cidade, fundada por Maria Clara Machado. Posteriormente, complementou seus estudos na Cia dos Atores, uma companhia teatral criada por colegas como Enrique Díaz, Gustavo Gasparini e Isabela Garcia, no final dos anos 1980. Drica permaneceu no grupo por mais de duas décadas, desempenhando diversas funções, incluindo direção de arte e cenografia.

## Carreira

### 1983—89: Início da carreira no teatro infantil e estreia na televisão
Drica deu início à sua jornada como atriz ainda na infância, atuando em produções teatrais voltadas para o público infantil nos palcos do Rio de Janeiro. Sua estreia profissional ocorreu em 1983, em uma adaptação do renomado conto Chapeuzinho Vermelho, sob a direção e texto de Maria Clara Machado, ilustre criadora do Teatro O Tablado. Na peça, ela despontou no papel da personagem principal, a "Chapeuzinho Vermelho". Em seguida, Drica foi convidada para atuar na adaptação de Os Doze Trabalhos de Hércules, de Monteiro Lobato, dirigida por Carlos Wilson. O enredo se concentra na primeira parte dos trabalhos do herói, equilibrando desafios e as observações perspicazes de Lobato sobre as emoções do adolescente. O elenco incluía artistas iniciantes como Malu Mader, Maurício Mattar, Carla Daniel e Guilherme Fontes, além de Drica. No ano seguinte, continuou sob a direção de Carlos Wilson, estrelando ao lado de Maurício Mattar na peça Nossa Cidade, interpretando o papel de "Emily Webb", uma jovem apaixonada.
Em 1986, fez sua primeira aparição na televisão em um episódio do programa Tele Tema, atuando no episódio "O Sequestro de Lauro Corona", escrito por Ricardo Linhares. Apesar da pequena aparição, ela recebeu elogios por sua atuação. Aos 17 anos, ela interpretou uma personagem autista, "Darília". Em entrevista, descreve a experiência como incrível, pois a personagem tinha surtos. Ela recorda que precisava chorar, gritar e até bater na televisão. A TV Globo recebeu várias cartas perguntando se ela realmente era doente. Neste mesmo ano, atuou em mais um espetáculo infantil, Quem Matou o Rei?, de Maria Clara Machado. Em 1987, recebe a aclamação da crítica por sua performance no espetáculo De Repente, no Recreio, que lhe valeu sua primeira indicação ao Prêmio Mambembe como Melhor Atriz de Teatro Infantil. Em 1988, volta à televisão como parte do elenco secundário do programa humorístico Grupo Escolacho, criado por Chico Anysio. O programa girava em torno de um personagem que revisitava sua antiga escola no último dia de aula do ano, recordando as travessuras de sua infância.
Em 1989, Drica Moraes experimentou um amadurecimento em sua carreira. Foi neste ano que estreou no teatro em um papel adulto na peça O Segredo do Cocachim, escrita por Denise Crispun. Ao lado de Luis Carlos Tourinho, ela protagonizou a aventura interpretando o papel de "Bia". Sua atuação na peça lhe rendeu seus primeiros prêmios, sendo reconhecida como Melhor Atriz pelo Mambembe e pelo Prêmio Coca-Cola de Teatro.  Também em 1989, recebeu um convite de Roberto Talma para integrar o elenco da novela Top Model, escrita por Antônio Calmon. Talma já havia trabalhado com ela em sua estreia no programa Tele Tema e ficou impressionado com o desempenho de Drica, decidindo convidá-la para estrear nas telenovelas. Na trama, Moraes alcançou sucesso ao interpretar "Cida", uma empregada doméstica conhecida por seu hábito de cantarolar. Sua performance cômica conquistou o público e o personagem ganhou cada vez mais destaque ao longo da história.

### 1990—99:Cia dos Atores, amadurecimento e aclamação da crítica
Em 1990, Drica Moraes se envolveu na fundação da Cia dos Atores, uma companhia teatral que ela criou junto com colegas atores, incluindo Enrique Díaz e Isabela Garcia. A estreia da companhia foi marcada pela peça A Bao A Qu: Um Lance de Dados, dirigida por Enrique Díaz, com Drica encarregada do figurino e da cenografia do espetáculo. Também em 1990, teve sua estreia no cinema com o curta-metragem Vaidade, dirigido por Vicente Amorim e David França Mendes, no qual contracenou com Julia Lemmertz. Neste mesmo ano, retorna às novelas em Lua Cheia de Amor, escrita por Ana Maria Moretzsohn, Ricardo Linhares e Maria Carmem Barbosa. Nesta trama, ela interpreta a reservada "Isabela Souto Maia", irmã de Augusto (Maurício Mattar) e Patrícia (Maria Mariana), e filha de Laís (Susana Vieira) e Conrado (Cláudio Cavalcanti). Isabela é vista como o patinho feio da família, alguém que nunca se imagina se transformando em um cisne. Ela é retraída, triste, extremamente sensível e sensata, além de ser cleptomaníaca, uma característica que reflete sua experiência de rejeição familiar.
Em 1991, participou do espetáculo Cabaré Maravilha, uma montagem que apresentava uma variedade de textos, sob a direção de Jonas Bloch, que também atuava na peça. Em 1992, atuou na produção americana, Manôushe, de Luiz Begazo. Neste ano, voltou a trabalhar na cenografia com peça A Morta, junto com a Cia dos Atores, sob a direção de Enrique Díaz novamente. Em 1993, Drica Moraes mergulhou no teatro, estrelando duas peças. Na primeira, Só Eles o Sabem, dirigida por Enrique Diaz, além de atuar, Drica também contribuiu com a cenografia. Na segunda, Pianíssimo, assumiu o papel principal de "Clara". A história de Pianíssimo é uma narrativa romântica vista através dos olhos de "Clara", uma jovem cujo universo é revelado pela música. A peça explora a amizade entre um piano e sua intérprete, destacando o poder da música em despertar emoções e aspirações, além de valorizar a criatividade e a imaginação. Além de suas habilidades como atriz, em Pianíssimo, Drica também demonstrou seu talento como pianista, uma aptidão que ela vem desenvolvendo com aulas de Monique Aragão. O trabalho na peça lhe rendeu novamente dobradinha de Melhor Atriz nos prêmios Mambembe e Coca-Cola de Teatro.
Em 1994, transfere-se para a TV Cultura para atuar em dois episódios da série Confissões de Adolescente, desempenhando o papel de "Drª. Patrícia" nos episódios "Barbara Vai a Luta" e "A Lei de Paulo". No mesmo ano, de volta à TV Globo, é escalada para o elenco secundário da telenovela Quatro por Quatro, escrita por Carlos Lombardi. Na trama, interpreta "Denise", esposa de "Danilo" (Marcelo Serrado). Ela vive à sombra do marido e da família dele, já que todos residem na mesma casa, sendo sustentados por "Babalu" (Letícia Spiller), sua cunhada. A produção teve uma boa repercussão em audiência e foi esticada em mais capítulos que o previsto inicialmente. No entanto, Drica pediu para sair do elenco, uma vez que já tinha programado gravar um filme e não contava com o prolongamento de três meses da novela no ar. Também em 1994, é dirigida por Amir Haddad no espetáculo musical Pinxinguinha, com Fernando Eiras e Malu Valle.
Recém saída do elenco de Quatro por Quatro, iniciou as gravações do filme de drama As Meninas, de Emiliano Ribeiro, onde ela compõe o trio de protagonistas com Adriana Esteves e Cláudia Liz. O filme se passa durante a ditadura militar no Brasil e acompanha três universitárias de origens diversas, "Lorena" (Esteves), "Lia" (Moraes) e "Ana Clara" (Liz), que se conhecem em um pensionato de freiras em São Paulo. Apesar das diferenças, tornam-se amigas próximas, compartilhando dramas e sonhos, até o momento em que precisam se separar para sempre. As três atrizes foram premiadas com o troféu de Melhor Atriz no Festival Internacional de Cinema de Cartagena, na Colômbia, devido às suas performances no drama. Em 1995, faz uma aparição no filme musical O Mandarim, de de Júlio Bressane. Neste ano, é novamente dirigida por Enrique Díaz nos palcos, em Melodrama, uma peça escrita por Filipe Miguez que apresenta uma versão contemporânea dos elementos do gênero teatral melodrama. Esta releitura é realizada por um grupo teatral jovem e promissor que surge no final do século XX. Também em 1995, integra o elenco de Meu Ary Brasileiro no teatro. Apesar dos trabalhos já feitos, só conseguiu destaque na mídia a partir de 1995, como "Renata", a garota do casal Unibanco, ao lado do ator João Camargo. Foram mais de 30 campanhas em cinco anos. Desde então, com uma carreira importante consolidada no teatro, vem desenvolvendo uma trajetória notável também na telinha, onde participou de vários sucessos da teledramaturgia brasileira. Com uma interpretação maliciosa e tecnicamente precisa desempenhou papéis marcantes que provaram seu talento e versatilidade, indo da comédia ao drama.
Em 1996, Drica foi convidada por Walter Avancini para interpretar a vilã terrível e diabólica "Violante Cabral" em Xica da Silva, uma novela de Walcyr Carrasco transmitida pela Rede Manchete, que lhe rendeu o Prêmio APCA de Melhor Atriz de Televisão. Ela menciona que Avancini a viu em comerciais de um banco e reconheceu algo além da imagem de uma comediante. Drica destaca que essa experiência a ajudou a descobrir novas facetas como atriz, ampliando sua experiência e sua versatilidade. O papel foi um divisor de águas em sua carreira na televisão, anteriormente marcada por papéis cômicos, e até hoje é considerada como uma das maiores antagonistas da teledramaturgia brasileira. Após sua passagem pela teledramaturgia da Manchete, voltou à TV Globo para uma participação especial no episódio "A Voz do Coração" da série A Comédia da Vida Privada.

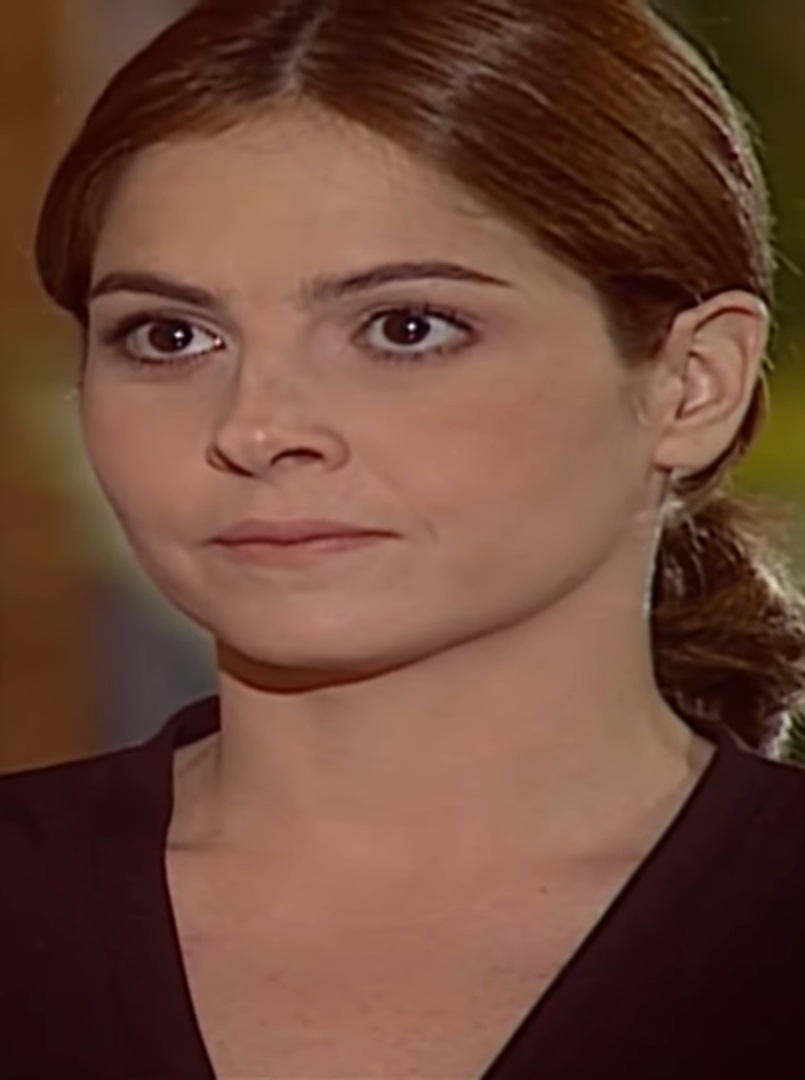
Drica como "Madalena" em Era Uma Vez..., em 1998.

Em 1998, à convite do diretor Jorge Fernando, volta às novelas da TV Globo em Era Uma Vez..., de Walther Negrão, assumindo o posto de protagonista como "Madalena". Na trama, sua personagem é uma mulher atraente, bem-humorada e encantadora. Ela possui habilidades diversas e é apoiada por seu amigo "Maneco Dionísio" (Antonio Calloni). "Madalena" esconde um segredo: fugiu de seu ex-marido "Danilo" (Tuca Andrada) e encontrou refúgio em Nova Esperança. Ao assumir o cargo de governanta na casa de "Xistus" (Cláudio Marzo), ela se apaixona por "Álvaro" (Herson Capri) e conquista o coração de seus quatro filhos. Também neste ano, retorna aos cinemas no drama Traição, dirigido por Arthur Fontes, José Henrique Fonseca e Cláudio Torres, com roteiro baseado nas crônicas de Nélson Rodrigues. Em 1999, faz participações especiais nos seriados Mulher e Você Decide, na TV Globo, e retorna aos palcos com a peça O Crime de Dr. Alvarenga.

### 2000—09:O Cravo e a Rosa,Chocolate com PimentaeAlma Gêmea
Na década de 2000, realizou parceria com o autor Walcyr Carrasco em algumas produções que marcaram sua carreira. Em 2000, foi convidada para o elenco da novela O Cravo e a Rosa. A produção marcou a estreia do autor na TV Globo e, inicialmente, estava programada para ir ao ar em 90 capítulos. No entanto, o sucesso de audiência da novela levou a emissora a alongar a trama. Para preencher a história, o autor Walcyr Carrasco criou uma nova vilã, e Drica entrou na trama às pressas para interpretar a megera "Marcela". Na trama, ela uma mulher rica e elegante, filha do também vilão "Joaquim" (Carlos Vereza), que no passado teve um romance com "Petruchio" (Eduardo Moscovis) e volta para atrapalhar a vida do casal de protagonistas. Nesse mesmo ano, ao lado de Marília Pêra, Betty Gofman, Camila Pitanga, Mariana Hein e Zezé Polessa, estrelou o humorístico Garotas do Programa, que reunia diversas esquetes satirizando o universo feminino.
Em 2000, retornou aos palcos em uma montagem da obra O Rei da Vela, de Oswald de Andrade, no papel de "Heloísa de Lesbos". Também em 2000, aparece no filme de comédia romântica Bossa Nova, dirigido por Bruno Barreto e estrelado por Amy Irving e Antônio Fagundes, no papel de "Nadine", a melhor amiga da protagonista, que lhe rendeu sua primeira indicação da crítica cinematográfica ao Prêmio Guarani de Cinema, como Melhor Atriz Coadjuvante. No ano seguinte, em 2001, reduziu suas aparições na televisão, realizando participações especiais em seriados, como Os Normais, Retrato Falado e Brava Gente. No cinema, aparece novamente em uma participação na comédia romântica Amores Possíveis, de Sandra Werneck. Drica se destaca nos palcos com a peça Vítor ou Vitória (2001), dirigida por Jorge Takla, contracenando com Marília Pêra, Leo Jaime e Daniel Boaventura. No papel de "Norma Cassidy", ela interpreta uma personagem divertida que brinca com o estereótipo da mulher "loira e burra". Em 2002, volta às novelas em Desejos de Mulher, de Euclydes Marinho, exibida no horário das sete na Globo, onde interpreta a psicóloga "Gilda", que entra na trama para ter um envolvimento amoroso com o jornalista "Chico" (Eduardo Moscovis), repetindo a parceria com Edu com quem havia atuado em O Cravo e a Rosa.

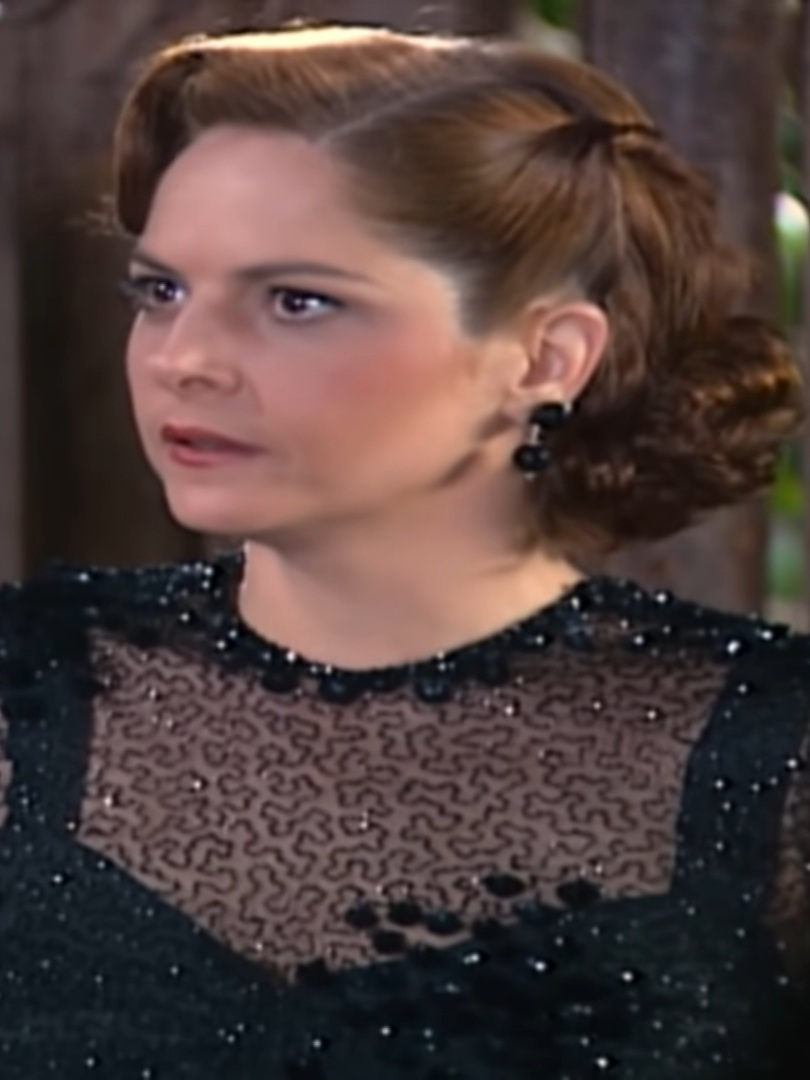
Moraes como "Márcia", em Chocolate com Pimenta (2003).

Nesse ano, recebe aclamação da crítica especializada por sua performance na peça Mamãe Não Pode Saber, interpretando a empregada "Flora", que sonha em se tornar atriz de cinema norte-americano nos anos 50. Recebeu uma indicação ao Prêmio Shell de Melhor Atriz por esse trabalho. Em 2003, destaca-se como "Márcia" em Chocolate com Pimenta, mais uma parceria com Walcyr Carrasco. Na trama, é a filha de "Margarido" (Osmar Prado), prima de "Timóteo" (Marcelo Novaes) e "Aninha" (Mariana Ximenes), moradora do sítio. Além de ser a manicure da cidade e dona do salão de beleza, é uma fofoqueira que vive se intrometendo na vida dos outros. Sonha em ser elegante, mas sua vaidade pode parecer um pouco exagerada. Mantém um romance secreto com o prefeito "Vivaldo" (Fúlvio Stefanini), enquanto é confidente de sua esposa, "Bárbara" (Lília Cabral). Ao longo da história, acaba se apaixonando pelo primo. Em 2004, protagoniza o espetáculo de comédia Notícias Cariocas, sendo indicada ao Prêmio Qualidade Brasil de atriz de teatro.
Com Selton Mello, Pedro Paulo Rangel, Marisa Orth e Andréa Beltrão, protagonizou a série de comédia Os Aspones (2004), baseada na série britânica The Office, que girava em torno de um grupo de funcionários públicos, apelidados de "aspones" (Assessores de Porcaria Nenhuma), que estavam lotados no FMDO (Fichário Ministerial de Documentos Obrigatórios), uma repartição pública onde a maioria das tarefas era inexistente. Como resultado, os funcionários criaram o FMDO (Falar Mal Dos Outros), uma prática que resultava em ridicularização mútua entre eles e com aqueles que frequentavam o local. A série, apesar do elogio da crítica, foi cancelada em sua primeira temporada, e rendeu a Drica o prêmio de Melhor Atriz em Série de Comédia no Prêmio Qualidade Brasil. No mesmo ano, protagoniza com Juca de Oliveira a comédia dramática Onde Anda Você, interpretando "Paloma", ex-mulher do comediante "Felício Barreto" (Oliveira), que morre ao longo da trama e o leva a redescobrir sua carreira.
Em 2005, ela interpreta "Olívia" na novela Alma Gêmea. Sua personagem é uma mulher bonita, charmosa e elegante, casada com "Raul" (Luigi Baricelli), com quem tem dois filhos. Após ser abandonada pelo marido e perder sua casa, "Olívia" vende suas joias para recomeçar e aluga uma casinha na mesma vila da pensão de "Divina" (Neusa Maria Faro). Ela se torna amiga próxima de "Luna" (Liliana Castro) e, mais tarde, recebe ajuda de "Rafael" (Eduardo Moscovis) para abrir um restaurante. Contrata Vitório como cozinheiro, e apesar das desavenças, os dois acabam se apaixonando. "Olívia" também ajuda "Serena" (Priscila Fantin), mostrando um instinto protetor semelhante ao que tinha por "Luna". Em 2006, é convidada para uma participação especial em Pé na Jaca, de Carlos Lombardi, como "Maria", assessora da modelo "Maria" (Fernanda Lima).
Em 2008, retorna ao Brasil após um período morando em Londres. Neste ano, estrela a comédia dramática A Ordem do Mundo no teatro, que lhe rendeu sua segunda indicação ao Prêmio Shell de Melhor Atriz. Dirigida por Aderbal Freire Filho, marcando o primeiro monólogo da carreira de Drica, a peça gira em torno de uma mulher que se autodenomina "especialista em caos". Sua ocupação consiste em analisar todos os jornais do mundo para, a partir disso, estabelecer uma ordem lógica para os acontecimentos. Em 2008, também, estrelou a série dramática Queridos Amigos, como "Vânia", integrante do grupo de amigos que se conheceram no auge do Regime militar no país, nos colégios, faculdades e trabalho, e estabeleceram uma amizade profunda. Em 2009, foi indicada ao Grande Otelo de Melhor Atriz Coadjuvante por sua participação na comédia Os Normais 2: A Noite mais Maluca de Todas. Também esteve nas séries Norma e Decamerão: A Comédia do Sexo.

### 2010—19: Retomada da carreira após leucemia e consagração

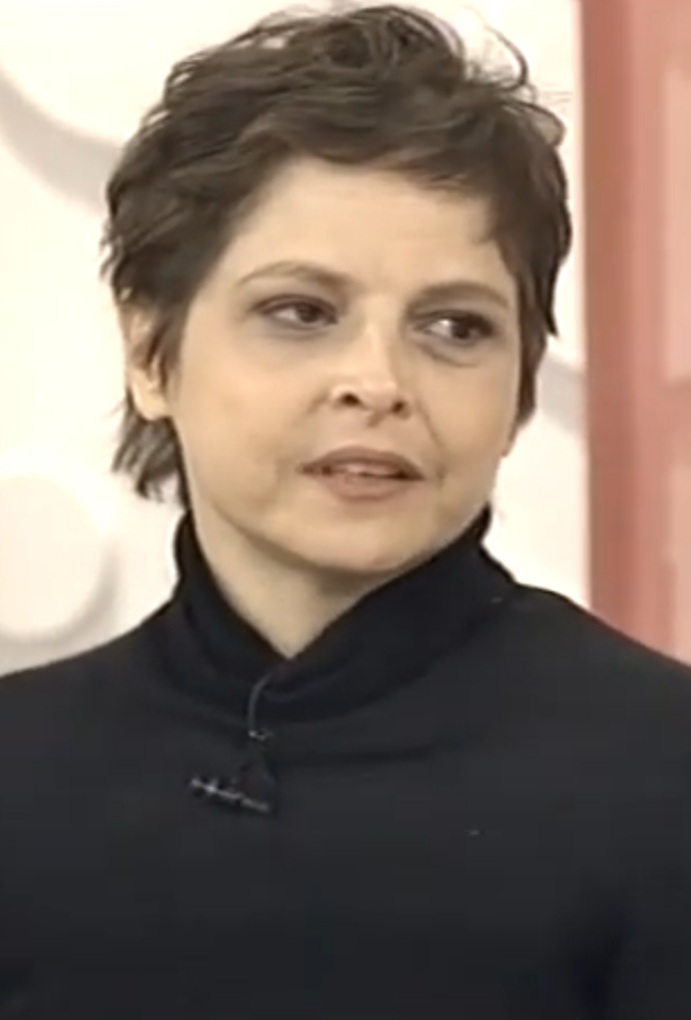
Drica em entrevista ao Sem Censura, em 2012.

Em 2010, retomou sua carreira após uma pausa para o tratamento de leucemia que enfrentou. Neste ano, aparece no filme de comédia O Bem-Amado, dirigido por Guel Arraes. No filme, ela interpreta "Judicéia Cajazeira", que completa o trio das "Irmãs Cajazeiras" ao lado de Zezé Polessa e Andréa Beltrão. Em 2011, fez uma participação especial em Ti Ti Ti, como "Teresa Batalha", uma fisioterapeuta de personalidade forte que é encarregada de auxiliar na recuperação de "Pedro" (Marco Pigossi), após o filho de "Jacques" (Alexandre Borges) sofrer um acidente de moto. Também em 2011, volta a fazer participação no seriado A Grande Família, no episódio  "Aqui se Faz, Aqui se Paga", e, em 2012, atua no episódio "A Rosa Púrpura do Bairro". Em 2012, atua na minissérie Dercy de Verdade, biografia de Dercy Gonçalves estrelada por Fafy Siqueira e Heloísa Perissé no papel-título, onde interpreta "Clô", uma amiga da humorista.
Em 2012, Drica Moraes retornou ao elenco fixo de novelas após sete anos, atuando como "Nieta" em Guerra dos Sexos. Sua personagem é mãe da vilã "Carolina" (Bianca Bin) e esposa de "Dinorá" (Fernando Eiras). Ao contrário de sua irmã "Roberta" (Glória Pires), "Nieta" teve uma vida difícil e vendia canudinhos de coco na feira para ajudar nas despesas de casa. Sempre se considerou uma mulher azarada e admirava profundamente sua filha "Carolina", a quem via como uma pessoa exemplar. "Nieta" enfrentou grande sofrimento ao descobrir o verdadeiro caráter de sua filha, mas mesmo assim continuou a apoiá-la. Em 2012, recebeu mais uma nomeação ao Prêmio Shell de Melhor Atriz pela atuação em À Primeira Vista, espetáculo dirigido por Enrique Diaz no qual ela protagoniza com Mariana Lima uma história comovente sobre a amizade e o amor entre duas mulheres.
Em 2013, participou da peça Conselho de Classe apenas com narração em off, abordando questões importantes e questionando a situação atual da educação no Brasil. Em 2014, atuou no drama biográfico Getúlio, estrelando ao lado de Tony Ramos como o presidente Getúlio Vargas. No filme, ela interpretou Alzira Vargas, filha do presidente. Apesar das críticas mistas ao filme, a atuação de Drica recebeu elogios e lhe rendeu uma indicação ao Grande Otelo de Melhor Atriz pela Academia Brasileira de Cinema. Nesse ano ainda, na televisão, interpretou "Rosa" na série premiada com o Emmy Internacional, Doce de Mãe. Na história, ela é a suposta filha fora do casamento do falecido marido de "Dona Picucha" (Fernanda Montenegro).
Em 2014, Drica interpretou a antagonista principal da novela Império, de Aguinaldo Silva. Sua personagem é "Cora", a tia da protagonista "Cristina" (Leandra Leal), que nutre um amor não correspondido por "José Alfredo" (Alexandre Nero) desde a juventude, quando este se apaixonou por sua irmã "Eliane" (Malu Galli). Esse amor a leva a se sacrificar por ele, tomando um tiro em seu lugar. Apesar de ser virgem assumida, sempre deixou claro que apenas o "Comendador" poderia fazê-la sentir-se plenamente realizada. No final, em estado de coma, ela sonha com esse momento especial ao lado de seu amado e logo após falece, encerrando suas maldades. Drica adoeceu durante as gravações da novela e precisou se retirar da produção. Marjorie Estiano, que interpretou a personagem na primeira fase, voltou ao posto com a justificativa de um rejuvenescimento da vilã.
Em 2015, foi escolhida para interpretar "Carolina" na novela Verdades Secretas, de Walcyr Carrasco. Originalmente, o papel estava destinado a Deborah Secco, que precisou sair da produção ao descobrir sua gravidez. Na história, Drica vive uma mulher simples do interior de São Paulo que, ao descobrir a traição do marido, muda-se para a capital com sua filha "Arlete" (Camila Queiroz), que aspira ser modelo. Ao longo da trama, "Carolina" se apaixona por "Alex" (Rodrigo Lombardi), sem saber que ele se aproximou dela devido a sua obsessão por "Arlete", com quem mantém um relacionamento. Em 2016, recebeu elogios pelas performance dramática na série Justiça, onde interpreta "Vânia", uma mulher problemática e alcóolica que tem constantes surtos pelas traições de seu marido, o político corrupto "Antenor" (Antonio Calloni).

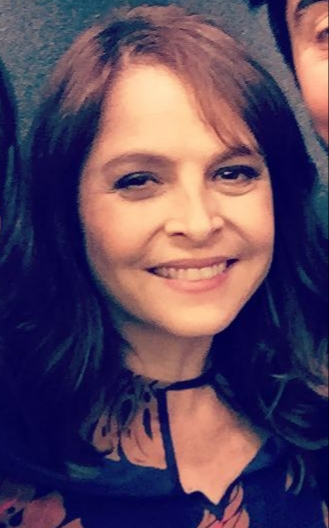
Drica em 2018.

Em 2017, faz uma participação especial no seriado infantil Valentins, do Gloob, e protagoniza a série A Fórmula, da TV Globo, como "Angélica", renomada cientista investe em um experimento para prolongar a vida humana e decide testá-lo em si mesma. No entanto, ao usar a fórmula, ela é surpreendida por um efeito colateral: por algumas horas, recupera a aparência dos seus 20 anos. Em 2018, atua no episódio "O Musical" de Mister Brau interpretando "Marlene", uma enfermeira alemã com quem "Brau" havia se casado apenas para adquirir sua cidadania alemã. Neste ano, atua no curta-metragem A Flor de Laranjeira. Também aparece no filme de drama Rasga Coração, estrelado por ela, Marco Ricca e Chay Suede como uma família numa trama pautada no conflito de gerações entre pai e filho. Ainda em 2018, estrela o filme O Banquete, que se passa inteiramente durante um jantar e envolve eventos políticos e dramas pessoais dos personagem sob a mesa. Em 2019, é escalada para o elenco regular da série Sob Pressão, interpretando a médica "Drª. Vera Lúcia Veiga".

### 2020—presente: Volta às novelas, protagonismo no cinema e trabalhos recentes
Em 2020, durante a pandemia de COVID-19, gravou o especial televisivo Amor e Sorte, que trazia episódios com elencos variados mas focados em uma poesia diferente sobre a quarentena. Drica esteve nos episódios "Linha de Raciocínio", estrelado também por Taís Araújo e Lázaro Ramos, e "A Beleza Salvará o Mundo", com Caio Blat e Luísa Arraes, onde interpretou "Fernanda", uma terapeuta. Neste ano ainda, atua no spin-off Sob Pressão: Plantão Covid, como a médica "Drª. Vera Lúcia Veiga", derivado da série Sob Pressão, mas com foco no trabalho e desgaste emocional dos profissionais da saúde em meio a crise sanitária global.
Em 2022, Drica retorna às novelas em Travessia, de Glória Perez. Na história, ela é "Núbia", mãe do protagonista "Ari" (Chay Suede) e proprietária de um comércio no interior do Maranhão. Mulher trabalhadora de classe média, investiu todas as suas economias na educação e na criação do filho, vendo nele a chance de alcançar os sonhos que sempre almejou. Sua personagem é uma mulher encrenqueira, vaidosa, deslumbrada e ambiciosa. Ainda em 2022, aparece no filme dramático As Verdades, dirigido por José Eduardo Belmonte e estrelado por Lázaro Ramos e Bianca Bin, cujo enredo gira em torno de um policial que tenta desvendar um crime por meio de várias versões e relatos diferentes. Ela interpreta "Amara", mãe de "Francisca" (Bin), que está envolvida no crime. Por esse trabalho, recebeu indicação ao Grande Otelo de Melhor Atriz Coadjuvante.
Em 2023, Drica Moraes é convidada por Murilo Benício para protagonizar o filme Pérola, inspirado nas memórias do dramaturgo Mauro Rasi sobre sua mãe. Na trama, Drica interpreta "Pérola", a matriarca cuja história é narrada pelas memórias de seu filho. O filme foca no reencontro entre mãe e filho, destacando conflitos e sonhos através da construção de uma piscina no quintal. A história retrata uma família comum, marcada por brigas, reconciliações, celebrações e uma sucessão de momentos emocionantes. A performance de Drica foi destacada como o ponto principal do filme, sendo elogiada pela crítica especializada. Ela foi premiada como Melhor Atriz no Fest Aruanda e Inffinito Brazilian Film Festival Miami. Ainda em 2023, interpreta "Lúcia" na série Os Outros, do Globoplay, uma síndica corrupta envolvida em crimes no condomínio de luxo onde mora na Barra da Tijuca.

## Vida pessoal
Em 1994, nas gravações de um seriado de televisão, conheceu o diretor Regis Farias. No mesmo ano foram viver juntos. Ela começou a tentar engravidar, mas não estava conseguindo, e iniciou um tratamento de fertilização, e em 1998 descobriu estar grávida, mas em poucos meses sofreu um aborto espontâneo, e entrou em depressão. Durante mais alguns anos, continuou tentando ter filhos, mas sem sucesso. Em 2003, o casal não estava mais se entendendo, e decidiram-se pela separação.
Poucos meses após a separação, conheceu o produtor cultural Raul Schmidt. Ele era nadador e Drica, fumante e asmática. Se tornaram amigos e ele a ajudou a largar o vício e começar a fazer exercícios, para melhorar o tratamento da asma. Dessa união de amigos, eles começaram a namorar. Menos de um ano de namoro foram viver juntos. Drica quis engravidar de Raul, mas mesmo fazendo fertilização, não obteve respostas, e então decidiu parar de tentar ter um filho biológico, e junto do marido, em 2005, se inscreveram na fila de adoção. Em 2008, por desentendimentos conjugais, Drica se separou de Raul, mas, mesmo sozinha, manteve o processo de adoção. Em 2009, finalmente saiu a sentença da justiça, e Drica realizou seu maior sonho, o de ser mãe: Conseguiu adotar um bebê de 03 dias de vida, a quem batizou de Mateus Moraes Pitanga. No início de 2010 começou a namorar o médico homeopata Fernando Pitanga (ficaram juntos até 2020), que se tornou, inclusive, o pai adotivo de seu filho Mateus.

### Leucemia
Em fevereiro de 2010, após fazer muitos exames e ao longo de 1 ano se sentindo muito mal, tendo dores pelo corpo, febre e desmaios, foi internada no Hospital Samaritano para verificar o que tinha, até que houve o diagnóstico de leucemia mieloide aguda. Drica ficou muito assustada e entrou em depressão, mas começou, então, a iniciar sessões de quimioterapia. Seus amigos e parentes fizeram o teste, mas nenhum deles era compatível com Drica. Desesperados, todos eles mobilizaram uma grande campanha nas ruas, na TV e na internet para doação de sangue e medula. Em julho de 2010, teve que raspar a cabeça, e enfim, submeteu-se a um transplante de medula. Depois de recuperada, Drica concedeu uma entrevista ao programa Fantástico. Durante a entrevista, ela disse, "A vida melhora muito se você não morre". Para a revista Marie Claire afirmou: "Graças a Deus, eu tive a doença. E me curei". "...Diante de situações como essa, temos de decidir viver ou desistir. Mesmo com todas as limitações que a doença me impõe, quero estar aqui. Um dos momentos mais marcantes do tratamento foi de felicidade: o dia em que acharam um doador de medula compatível comigo. Isso era necessário, pois precisei de um transplante e nenhum de meus irmãos poderia ser doador. Minha vida dependia disso. Foram seis meses de espera. O que é até rápido. Há pacientes que aguardam anos e outros que morrem antes de achar um doador compatível. Por tudo isso, há um ano trabalho em campanhas que estimulam a doação. É importante que todos saibam que doar a medula é simples." contou. Ela fará tratamento intensivo por mais um ano e será acompanhada a vida toda, para evitar que a doença retorne.
Em 2014, Drica foi afastada da novela Império por uma semana. Seguidamente foi diagnosticada com faringite e posteriormente foi afastada definitivamente de Império, onde sua personagem é uma das de maior destaque na trama, por ser uma vilã. Na época, cogitou-se entre o público que o câncer teria voltado, o que foi desmentido pela própria atriz e equipe da novela. A faringite, causada pela fragilidade de sua saúde e por estar trabalhando demais, prejudicou sua voz e a deixou rouca, e ela não poderia atuar nessas condições. Segundo o autor da novela, Aguinaldo Silva, revela que teve de pegar leve com Drica Moraes desde o começo da novela das nove da Globo, em julho. A atriz mantém cuidados especiais com a saúde por causa de um câncer que enfrentou em 2010. “Cada vez que eu escrevia uma cena forte não podia deixar de pensar que estava fazendo um mal enorme à saúde da Drica". Em seguida, Aguinaldo Silva chamou novamente Marjorie Estiano para substituir Drica Moraes, a atriz já havia interpretado a Cora mais jovem, na 1ª fase.

## Teatro
| Ano     | Título                          | Personagem           | Notas                                |
| ------- | ------------------------------- | -------------------- | ------------------------------------ |
| 1983    | Chapeuzinho Vermelho            | Chapeuzinho Vermelho |                                      |
| 1983    | Os Doze Trabalhos de Hércules   | Climene              |                                      |
| 1984    | Nossa Cidade                    | Emily Webb           |                                      |
| 1986    | Quem Matou o Leão?              |                      |                                      |
| 1987    | De Repente, no Recreio          |                      |                                      |
| 1988    | Quando Caem os Relógios         |                      |                                      |
| 1989    | O Segredo de Cocachim           | Bia                  |                                      |
| 1990    | A Bao A Qu - Um Lance de Dados  |                      | como diretora de arte e cenografia   |
| 1991    | Cabaré Maravilha                |                      |                                      |
| 1992    | A Morta                         |                      | como diretora de arte e cenografia   |
| 1993    | Só Eles o Sabem                 |                      |                                      |
| 1993    | Pianíssimo                      | Clara                |                                      |
| 1994    | Pixinguinha                     |                      |                                      |
| 1995    | Lamartine                       |                      |                                      |
| 1996    | Melodrama                       | Doralice             |                                      |
| 1999    | O Crime de Dr. Alvarenga        |                      |                                      |
| 2000    | O Rei da Vela                   | Heloisa de Lesbos    |                                      |
| 2001    | Vítor ou Vitória                | Norma Cassidy        |                                      |
| 2002    | Mamãe Não Pode Saber            | Flora                |                                      |
| 2004    | Noticias Cariocas               |                      |                                      |
| 2008    | A Ordem do Mundo                | Helena               |                                      |
| 2012–14 | À Primeira Vista                | Mulher               |                                      |
| 2013    | Conselho de Classe              | Voz Off Vivian       |                                      |
| 2017    | Êxtase Anotado                  | Voz                  |                                      |
| 2018    | Lifting - Uma Comédia Cirúrgica | Quatro personagens   | também como produtora e idealizadora |
| 2024    | Férias                          |                      | também como idealizadora             |

## Filmografia

### Televisão
| Ano  | Título                       | Personagem                       | Nota                                                                                  |
| ---- | ---------------------------- | -------------------------------- | ------------------------------------------------------------------------------------- |
| 1986 | Tele Tema                    | Darília                          | Episódio: "O Sequestro de Lauro Corona"                                               |
| 1988 | Grupo Escolacho              | Dagmar                           | Especial de fim de ano                                                                |
| 1989 | Top Model                    | Maria Aparecida das Dores (Cida) |                                                                                       |
| 1990 | Lua Cheia de Amor            | Isabela Souto Maia               |                                                                                       |
| 1994 | Confissões de Adolescente    | Drª. Patrícia                    | Episódios: "Barbara Vai a Luta" e "A Lei de Paulo"                                    |
| 1994 | Quatro por Quatro            | Denise                           |                                                                                       |
| 1996 | Xica da Silva                | Violante Cabral                  |                                                                                       |
| 1997 | A Comédia da Vida Privada    | Cláudia                          | Episódio: "A Voz do Coração"                                                          |
| 1998 | Era uma Vez...               | Madalena Giunquetti              |                                                                                       |
| 1999 | Mulher                       | Zilda                            | Episódio: "Maternidade, Mães de Família"                                              |
| 1999 | Você Decide                  | Ana Maria                        | Episódio: "Faça a Coisa Certa"                                                        |
| 2000 | Você Decide                  | Laurinda                         | Episódio: "Ídolos de Barro"                                                           |
| 2000 | Garotas do Programa          | Vários personagens               |                                                                                       |
| 2000 | O Cravo e a Rosa             | Marcela de Almeida Leal / Muriel |                                                                                       |
| 2001 | Brava Gente                  | Catiti                           | Episódio: "Lira Paulistana"                                                           |
| 2001 | Os Normais                   | Bete                             | Episódio: "Todos São Normais"                                                         |
| 2001 | Retrato Falado               | Sirleide Lima                    | Episódio: "Joserlane"                                                                 |
| 2002 | Desejos de Mulher            | Gilda                            | Episódios: "10 de junho–24 de agosto"                                                 |
| 2002 | A Grande Família             | Sheila                           | Episódios: "Nenê Esposa Carinhosa" / "Atendimento Personalizado" / "Chifre no Capeta" |
| 2002 | Os Normais                   | Rô                               | Episódio: "Tudo Normal Até Que..."                                                    |
| 2003 | Os Normais                   | Rejane                           | Episódio: "Nosso Já Famoso Episódio Infame"                                           |
| 2003 | Chocolate com Pimenta        | Márcia Mariano da Silva          |                                                                                       |
| 2004 | Os Aspones                   | Moira                            |                                                                                       |
| 2005 | Alma Gêmea                   | Olívia de Médici                 |                                                                                       |
| 2006 | Pé na Jaca                   | Pietra                           | Episódios: "21 de novembro–18 de dezembro"                                            |
| 2008 | Queridos Amigos              | Vânia                            |                                                                                       |
| 2009 | Norma                        | Regiane                          | Episódio: "Ciúmes"                                                                    |
| 2009 | Decamerão: A Comédia do Sexo | Tessa                            |                                                                                       |
| 2011 | Ti Ti Ti                     | Tereza Batalha                   | Episódios: "9–19 de março"                                                            |
| 2011 | A Grande Família             | Margareth                        | Episódio: "Aqui se Faz, Aqui se Paga"                                                 |
| 2012 | Dercy de Verdade             | Clotilde Prado (Clô)             |                                                                                       |
| 2012 | A Grande Família             | Sílvia                           | Episódio: "A Rosa Púrpura do Bairro"                                                  |
| 2012 | Guerra dos Sexos             | Antonieta Carneiro (Nieta)       |                                                                                       |
| 2014 | Doce de Mãe                  | Rosalinda Bauer                  |                                                                                       |
| 2014 | Império                      | Cora dos Anjos Bastos            | Episódios: "4–119"                                                                    |
| 2015 | Verdades Secretas            | Carolina Brito Ticiano           |                                                                                       |
| 2016 | Justiça                      | Vânia Ferraz                     |                                                                                       |
| 2017 | Valentins                    | Drª. Patrícia                    | Episódio: "O Fantasma"                                                                |
| 2017 | A Fórmula                    | Angélica Dantas                  |                                                                                       |
| 2018 | Mister Brau                  | Matilde                          | Episódio: "O Musical"                                                                 |
| 2019 | Sob Pressão                  | Drª. Vera Lúcia Veiga            | Temporada 3–5                                                                         |
| 2020 | Amor e Sorte                 | Fernanda                         |                                                                                       |
| 2020 | Sob Pressão: Plantão Covid   | Drª. Vera Lúcia Veiga            |                                                                                       |
| 2022 | Travessia                    | Núbia Fernandes                  |                                                                                       |
| 2023 | Os Outros                    | Lúcia                            |                                                                                       |
| 2024 | Volta por Cima               | Joyce Góis de Macedo             |                                                                                       |
| 2025 | Tributo                      | Ela mesma                        | Episódio: "Walcyr Carrasco"                                                           |

### Cinema
| Ano  | Título                                      | Personagem         | Notas          |
| ---- | ------------------------------------------- | ------------------ | -------------- |
| 1990 | Vaidade                                     | Mulher             | Curta-metragem |
| 1992 | Manôushe                                    | Viúva              |                |
| 1995 | O Mandarim                                  | —                  |                |
| 1995 | As Meninas                                  | Lia                |                |
| 1998 | Traição                                     | Esposa             |                |
| 2000 | Bossa Nova                                  | Nadine             |                |
| 2001 | Amores Possíveis                            | Carol              |                |
| 2004 | Onde Anda Você                              | Paloma             |                |
| 2009 | Os Normais 2 - A Noite mais Maluca de Todas | Silvinha           |                |
| 2010 | O Bem-Amado                                 | Judicéia Cajazeira |                |
| 2011 | Bruna Surfistinha                           | Larissa            |                |
| 2014 | Getúlio                                     | Alzira Vargas      |                |
| 2018 | Flor de Laranjeira                          | Mãe de Mariana     | Curta-metragem |
| 2018 | O Banquete                                  | Nora               |                |
| 2018 | Rasga Coração                               | Nena               |                |
| 2022 | As Verdades                                 | Amara              |                |
| 2023 | Pérola                                      | Pérola             |                |

## Prêmios e indicações
| Ano  | Prêmio                                        | Categoria                                   | Nomeações                    | Resultado |
| ---- | --------------------------------------------- | ------------------------------------------- | ---------------------------- | --------- |
| 1987 | Troféu Mambembe                               | Melhor Atriz                                | De Repente, no Recreio       | Indicada  |
| 1989 | Prêmio Coca-Cola de Teatro Infantil           | Melhor Atriz                                | O Segredo de Cochachim       | Venceu    |
| 1989 | Troféu Mambembe                               | Melhor Atriz                                | O Segredo de Cochachim       | Venceu    |
| 1993 | Troféu Mambembe                               | Melhor Atriz                                | Pianíssimo                   | Venceu    |
| 1993 | Prêmio Coca-Cola de Teatro Infantil           | Melhor Atriz                                | Pianíssimo                   | Venceu    |
| 1996 | Festival Internacional de Cinema de Cartagena | Melhor Atriz                                | As Meninas                   | Venceu    |
| 1996 | Troféu APCA                                   | Melhor Atriz de Televisão                   | Xica da Silva                | Venceu    |
| 1996 | Prêmio TV Press                               | Melhor Atriz                                | Xica da Silva                | Venceu    |
| 1997 | Prêmio Sharp                                  | Melhor Atriz                                | Xica da Silva                | Venceu    |
| 2001 | Prêmio Guarani de Cinema Brasileiro           | Melhor Atriz Coadjuvante                    | Bossa Nova                   | Indicada  |
| 2003 | Prêmio Arte Qualidade Brasil                  | Melhor Atriz Coajuvante                     | Chocolate com Pimenta        | Indicada  |
| 2003 | Prêmio Shell                                  | Melhor Atriz                                | Mamãe Não Pode Saber         | Indicada  |
| 2004 | Prêmio Qualidade Brasil                       | Melhor Atriz de Série                       | Os Aspones                   | Venceu    |
| 2004 | Prêmio Qualidade Brasil                       | Melhor Atriz de Teatro                      | Noticias Cariocas            | Indicada  |
| 2005 | Melhores do Ano                               | Melhor Atriz Coadjuvante                    | Alma Gêmea                   | Indicada  |
| 2005 | Prêmio TV Press                               | Melhor Atriz Coadjuvante                    | Alma Gêmea                   | Venceu    |
| 2006 | Prêmio Qualidade Brasil                       | Melhor Atriz Coadjuvante                    | Alma Gêmea                   | Indicada  |
| 2006 | Prêmio Contigo! de TV                         | Melhor Atriz Coadjuvante                    | Alma Gêmea                   | Indicada  |
| 2006 | Prêmio Contigo! de TV                         | Par Romântico (com Malvino Salvador)        | Alma Gêmea                   | Indicada  |
| 2009 | Prêmio Shell                                  | Melhor Atriz                                | A Ordem do Mundo             | Indicada  |
| 2009 | Prêmio Qualidade Brasil                       | Melhor Atriz de Minissérie                  | Decamerão: A Comédia do Sexo | Indicada  |
| 2010 | Grande Prêmio do Cinema Brasileiro            | Melhor Atriz Coadjuvante                    | Os Normais 2                 | Indicada  |
| 2011 | Prêmio Arte Qualidade Brasil                  | Melhor Atriz de Minissérie                  | O Bem-Amado                  | Indicada  |
| 2012 | Prêmio Guarani do Cinema Brasileiro           | Melhor Atriz Coadjuvante                    | Bruna Surfistinha            | Indicada  |
| 2012 | Grande Prêmio do Cinema Brasileiro            | Melhor Atriz Coadjuvante                    | Bruna Surfistinha            | Venceu    |
| 2012 | Prêmio Shell                                  | Melhor Atriz                                | À Primeira Vista             | Indicada  |
| 2012 | Prêmio APTR de Teatro                         | Melhor Atriz Protagonista                   | À Primeira Vista             | Indicada  |
| 2012 | Prêmio Cenym de Teatro                        | Melhor Atriz                                | À Primeira Vista             | Indicada  |
| 2012 | Prêmio Veja - Cariocas do Ano                 | Teatro                                      | À Primeira Vista             | Venceu    |
| 2013 | Prêmio Contigo! de TV                         | Melhor Atriz Coadjuvante                    | Guerra dos Sexos             | Indicada  |
| 2014 | Prêmio APCA                                   | Melhor Atriz de Televisão                   | Império                      | Indicada  |
| 2014 | Prêmio F5 da Folha de S.Paulo                 | Atriz do Ano (novela)                       | Império                      | Venceu    |
| 2014 | Prêmio Extra de Televisão                     | Melhor Atriz                                | Império                      | Indicada  |
| 2014 | Melhores do Ano                               | Melhor Atriz Coadjuvante                    | Império                      | Venceu    |
| 2014 | Prêmio Quem de Televisão                      | Melhor Atriz Coadjuvante                    | Império                      | Venceu    |
| 2014 | Melhores do Ano do NaTelinha                  | Melhor Atriz                                | Império                      | Venceu    |
| 2014 | Prêmio UOL e PopTevê de Televisão             | Melhor Vilã                                 | Império                      | Venceu    |
| 2014 | Melhores do Ano Minha Novela                  | Melhor Atriz Coadjuvante                    | Império                      | Venceu    |
| 2014 | Melhores do Ano Minha Novela                  | Melhor Vilã                                 | Império                      | Venceu    |
| 2015 | Troféu Internet                               | Melhor Atriz                                | Império                      | Indicada  |
| 2015 | Grande Prêmio do Cinema Brasileiro            | Melhor Atriz                                | Getúlio                      | Indicada  |
| 2015 | Prêmio Guarani de Cinema Brasileiro           | Melhor Atriz Coadjuvante                    | Getúlio                      | Indicada  |
| 2015 | Troféu APCA                                   | Melhor Atriz de Televisão                   | Verdades Secretas            | Indicada  |
| 2015 | Prêmio Quem de Televisão                      | Melhor Atriz                                | Verdades Secretas            | Indicada  |
| 2015 | Melhores do Ano                               | Melhor Atriz de Novela                      | Verdades Secretas            | Indicada  |
| 2015 | Troféu UOL TV e Famosos                       | Melhor Atriz                                | Verdades Secretas            | Indicada  |
| 2016 | Troféu Internet                               | Melhor Atriz                                | Verdades Secretas            | Indicada  |
| 2016 | Prêmio Quem de Televisão                      | Melhor Atriz Coadjuvante                    | Justiça                      | Indicada  |
| 2019 | Cine PE - Festival Audiovisual de Recife      | Troféu Calunga de Ouro                      | Homenagem                    | Venceu    |
| 2019 | Prêmio Guarani de Cinema Brasileiro           | Melhor Atriz Coadjuvante                    | Rasga Coração                | Indicada  |
| 2019 | Prêmio Contigo! Online                        | Melhor Atriz Coadjuvante de Novela ou Série | Sob Pressão                  | Indicada  |
| 2021 | Prêmio Contigo! Online                        | Melhor Atriz Coadjuvante de Novela ou Série | Sob Pressão                  | Venceu    |
| 2022 | Fest Aruanda do Audiovisual Brasileiro        | Melhor Atriz/ Personagem Feminino           | Pérola                       | Venceu    |
| 2023 | Inffinito Brazilian Film Festival Miami       | Melhor Atriz                                | Pérola                       | Venceu    |
| 2023 | Festival Sesc Melhores Filmes                 | Melhor Atriz Nacional                       | As Verdades                  | Indicado  |
| 2023 | Grande Prêmio do Cinema Brasileiro            | Melhor Atriz Coadjuvante                    | As Verdades                  | Indicada  |
| 2024 | Festival Sesc Melhores Filmes                 | Melhor Atriz Nacional                       | Pérola                       | Indicada  |
| 2024 | Prêmio Grande Otelo                           | Melhor Atriz de Filme                       | Pérola                       | Indicada  |
| 2024 | Melhores do Ano                               | Atriz Coadjuvante                           | Volta por Cima               | Indicada  |